# Korskyrkan, Gävle
Korskyrkan är en kyrka på Nordost i Gävle.